# Romuald Kropat
Romuald Kropat (ur. 9 marca 1927 w Prużanie zm. 6 lipca 2008 w Łodzi) – polski operator filmowy.

## Życiorys
W latach 1943–1945 w ZSRR pracował jako laborant fotograficzny. Repatriowany do Polski rozpoczął studia na WSSP w Gdańsku. W 1953 ukończył studia na Wydziale Operatorskim PWSF w Łodzi. Pracował jako asystent operatora w WFF w Łodzi, w 1954 debiutował jako samodzielny operator. W latach 70. i 80. był pracownikiem dydaktycznym PWSFTviT w Łodzi. 
Zmarł w Łodzi, pochowany na cmentarzu parafialnym w Dobroniu k. Pabianic (sektor 6 grób 1521).
Jego syn Igor jest także operatorem filmowym.

## Filmografia (wybór)
- Niedzielny poranek (1955)
- Gwiazdy muszą płonąć (1955)
- Człowiek na torze (1956)
- Rancho Texas (1958)
- Drugi człowiek (1961)
- I ty zostaniesz Indianinem (1962)
- Mansarda (1963)
- Czterej pancerni i pies (1966,1968–1969) – serial tv, odc. 1–16

Źródło:.

## Nagrody
- 1955 – Wyróżnienie zespołowe Podkomitetu Literatury i Sztuki Nagrody Państwowej w Sekcji Filmu za realizację (operator) filmu Gwiazdy muszą płonąć[5]
- 1967 – Nagroda Ministra Obrony Narodowej I stopnia za serial Czterej pancerni i pies
- 1967 – Nagroda Ministra Kultury i Sztuki I stopnia za serial Czterej pancerni i pies